# Sędziszów

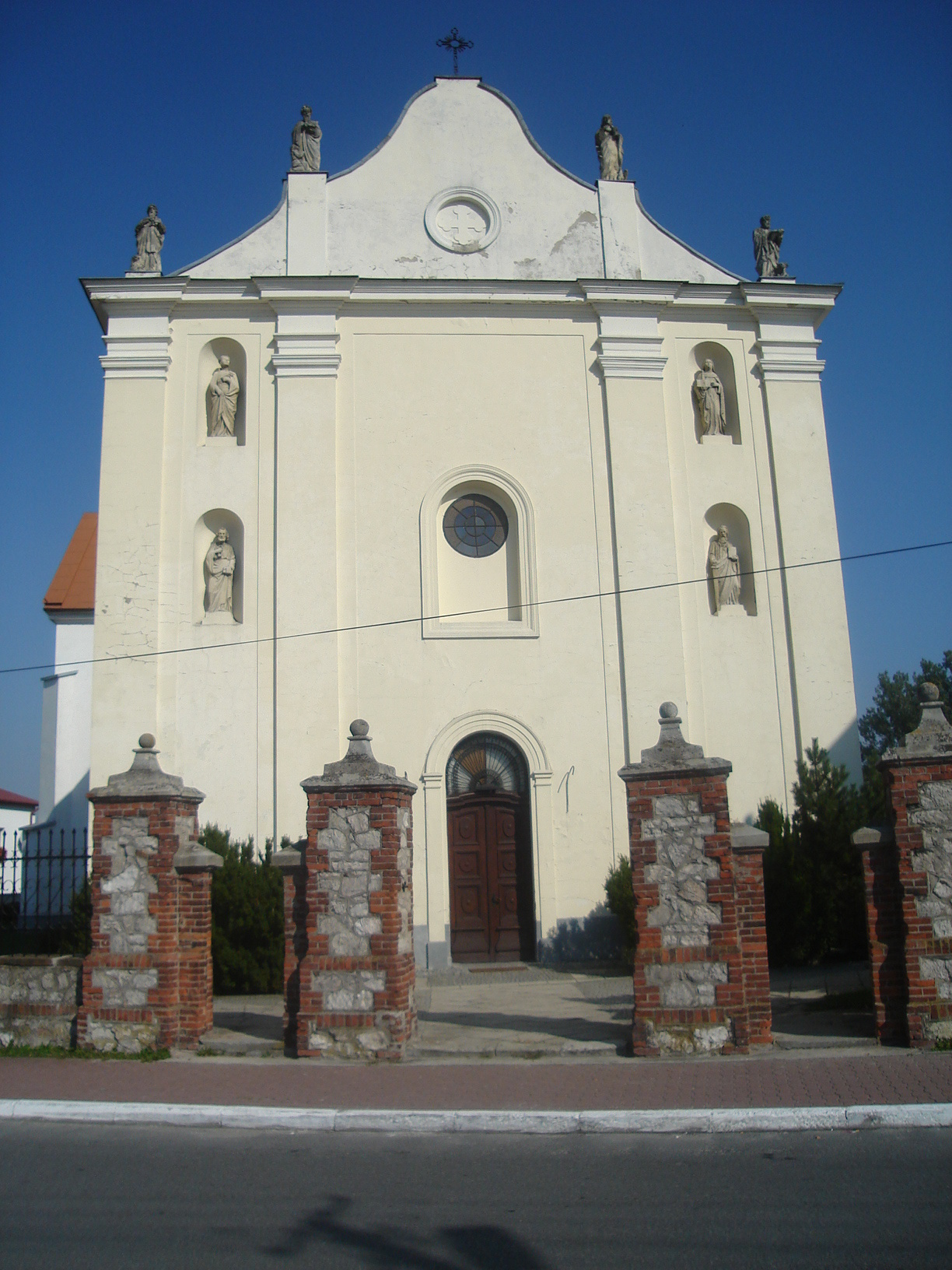
St.-Peter-und-Paul-Kirche

Sędziszów [sɛnˈʥiʃuf] ist eine Stadt in Polen in der Woiwodschaft Heiligkreuz. Sie ist Sitz einer Stadt-und-Land-Gemeinde im Powiat Jędrzejowski.	

## Gemeinde
In der Stadt-und-Land-Gemeinde (gmina miejsko-wiejska) Sędziszów leben etwa 12.500 Menschen.

## Wirtschaft und Infrastruktur
Sędziszów ist ein Fernverkehrshalt an der Bahnstrecke Warszawa–Kraków. Die Linia Hutnicza Szerokotorowa führt ebenfalls durch die Stadt. In Sędziszów hat die Kesselfabrik SEFAKO S.A. (einer der größten Arbeitgeber des Landkreises Jędrzejów) ihren Sitz.